# اعتصابات و اعتراضات ۱۴۰۳ دانشجویان ایران
اعتراضات ۱۴۰۳ دانشجویان ایران شامل اعتراضات، اعتصابات دانشجویان دختر و پسر معترض در دانشگاه‌ها و مدارس ایران است که در اعتراض به سرکوب دانشجویان و جلوگیری از ورود آنها به دانشگاه به دلیل حجاب احباری، تفکیک جنسیتی، گرامیداشت خیزش ۱۴۰۱، فشارهای امنیتی و عدم بازگشت دانشجویان اخراجی، حمایت از اعتراضات کارگران، بازنشستگان و تهیدستان و نداشتن تضمین آینده شغلی و تحصیلی، سیاست زدایی از دانشگاه و تجاری‌سازی فضاهای دانشجویی، بالا رفتن هزینه‌های تحصیلی و نارسایی‌های صنفی بوده است.

## اعتصابات و اعتراضات

#### ۲ اردیبهشت
به دنبال جلوگیری مأموران حراست از ورود بیش از ۲۰۰ نفر از دانشجویان به دانشگاه امیرکبیر در جریان سرکوب به خاطر حجاب، گروهی از دانشجویان اعلام اعتصاب کردند. بر اساس گزارش کانال تلگرامی «خبرنامه امیرکبیر»، دانشکده‌های مهندسی انرژی، مهندسی صنایع، مهندسی کامپیوتر، مهندسی نساجی و ریاضی علوم کامپیوتر در اعتصاب سراسری و تشکیل نشدن کلاس‌ها قرار گرفتند. همچنین در دانشکده‌های مهندسی شیمی، مهندسی پزشکی، مهندسی دریا نیز تعداد قابل توجهی از کلاس‌ها تشکیل نشده است. در گزارش قبلی خبرنامه امیرکبیر آمده است که «برخوردهای پوششی» با دانشجویان امیرکبیر به بالاترین سطح خود در ۱۰ سال اخیر رسیده است و بنا بر لایحه «عفاف و حجاب» قرار است «بانک اطلاعاتی دانشجویان و دانش‌آموزان» برای شناسایی افراد معترض به حجاب اجباری، در اختیار نیروی انتظامی قرار گیرد.

#### ۱ مرداد
جمعی از دانشجویان دانشگاه علوم پزشکی شیراز در استان فارس در اعتراض به «کاهش کیفیت آموزش بالینی» و «سوءاستفاده دانشگاه» از دانشجویان به عنوان «نیروی کار ارزان» تجمع اعتراضی برپا کردند. دانشجویان شعار می‌دادند: «دانشجو می‌میرد، ذلت نمی‌پذیرد.» و «دانشجوی پزشکی، برده دانشگاه نیست».

#### ۱۰ مرداد
گروهی از اولیای دانش آموزان پایه دوازدهم از استان‌های مختلف، در اعتراض به عدم بازبینی صحیح اوراق امتحانات نهایی فرزندانشان پس از ثبت اعتراض، در برابر دبیرستان هیئت امنایی عبدالی در تهران، تجمع اعتراضی برپا کردند.

#### ۱۷ شهریور
با فرا رسیدن دومین سالگرد اعتراضات و خیزش سراسری پس از کشته شدن مهسا (ژینا) امینی، تعدادی از تشکل‌های معترض دانشجویی در ایران طی صدور بیانیه‌ای اعلام کردند که: «نه می‌بخشیم، نه فراموش می‌کنیم، نه اظهار پشیمانی می‌کنیم، نه می‌ترسیم، و نه از راه رفته برمی‌گردیم.»

#### ۲۹ مهر
گروهی از دانشجویان جدید دانشگاه آزاد به دلیل اینکه تاکنون این دانشگاه پاسخ قانع‌کننده‌ای برای علت سه برابر شدن شهریه نداده است، در برابر ساختمان نهاد ریاست جمهوری در تهران تجمع اعتراضی برپا کردند.

#### ۷ آبان
- بنابر گزارش خبرنامه دانشجویی امیرکبیر نیروهای حراست به دلیل رعایت نکردن حجاب اجباری مد نظر جمهوری اسلامی از ورود ۲۰۰ دانشجوی دختر به دانشگاه جلوگیری کردند و به آنها اجازه حضور در کلاس درس ندادند.[۷]
- بنابر گزارش شبکه اجتماعی «شوراهای صنفی دانشجویان کشور»، گروهی از دانشجویان دانشکده علوم اجتماعی دانشگاه تهران در اعتراض به تفکیک جنسیتی و برگزاری نمایش سلبریتی‌محور با هدف سیاست زدایی از دانشگاه و تجاری‌سازی فضاهای دانشجویی، تجمع اعتراضی برپا کردند. دانشجویان معترض در این تجمع شعارهای مخالف حکومت مانند «نه پادگان نه بنگاه، درود بر دانشگاه»، ... سر دادند.[۷]

#### ۲۲ آبان
به دنبال مرگ یک دانشجو به نام امیرمهدی چگینی، دانشجوی کارشناسی رشته شیمی کاربردی، بر اثر بی‌تدبیری حراست و مسئولان خوابگاه دانشگاه خواجه‌نصیر، دانشجویان این دانشگاه تجمع و تحصن اعتراضی برپا کردند. بنابر گزارش خبرنامه خواجه‌نصیر، این تجمع اعتراضی در برابر دفتر رئیس پیشین پردیس رضایی‌نژاد این دانشگاه برپا شده و دانشجویان خواهان تحریم کلاس‌های درس و تحصن در دانشکده‌های مختلف شده‌اند.

#### ۲۴ آبان
گروهی از دانشجویان دانشگاه هنر اصفهان در محل دانشکده مرکزی دانشگاه تجمع اعتراضی برپا کردند. بنابر گزارش خبرنامه امیرکیبر علت این اعتراض مشکلات صنفی به خصوص نارسایی‌های موجود در خوابگاه دختران شامل: خرابی آسانسورها، قطعی آب، و رفتار نابجای مسئولین خوابگاه بوده است.

#### ۱۳ آذر
در شهر اژیه اصفهان، دانش‌آموزان مدرسه دخترانه الزهرا در اعتراض به نبودن امکانات گرمایشی در کلاس‌های درس، با پتو در حیاط این مرکز آموزشی تجمع اعتراضی داشتند.

#### ۱۴ آذر
به گزارش اتحادیه آزاد کارگران ایران، گروهی از داوطلبان کنکور، در برابر ساختمان شورای عالی انقلاب فرهنگی در تهران در اعتراض به محرومیت‌های امکان شرکت در کنکور تجمع اعتراضی برپا کردند.

#### ۱۶ آذر
- جمعی از دانشجویان دانشگاه تهران به مناسبت روز دانشجو طی یک بیانیه اعتراضی گفتند که وعده‌های دولت پزشکیان مانند وعده بازگشت دانشجویان اخراجی دروغ است. در دانشگاه‌ها فشارهای امنیتی همچنان ادامه دارد، همچنین هزینه‌های تحصیلی نیز رو به اضافه شدن است. به گفته آنها جمهوری اسلامی تنها راه بقای خود را در تداوم سرکوب می‌داند و تغییر دولت هم ماهیت سرکوب را تغییر نمی‌دهد بلکه فقط نوع سرکوب را تغییر داده است. در این بیانیه اعتراضی آمده است: «تا بازپس‌گیری دانشگاه از یوغ نهادهای امنیتی حاکمیت و بازگرداندن آن به دست صاحبان واقعی‌اش، یعنی دانشجویان، به مبارزه با هر گونه استبداد ادامه خواهند داد.»[۱۱]
- گروهی از دانشجویان سه دانشگاه بهشتی، تهران و علامه طباطبایی در تهران با صدور یک بیانیه اعتراضی به مناسبت «روز دانشجو»، مواضع خود را در برابر حاکمیت و مشکلات کارگران، بازنشستگان و تهیدستان اعلام نمودند. در این بیانیه در اعتراض به طرح حجاب اجباری آمده است که: «جامعه دانشجویی نیز مانند سایر بخش‌های جامعه به طرح حجاب و عفاف تن نخواهد داد و آن را جنینی می‌داند که از ابتدا مرده به دنیا آمده است.»[۱۲]

#### ۱۸ آذر
در تهران گروهی از دانشجویان دانشگاه بهشتی، به علت مسمومیت دانشجویان با گاز مونوکسید کربن در خوابگاه، در محوطه این دانشگاه دست به تحصن زدند.

#### ۲۴ آذر
به گزارش اتحادیه آزاد کارگران ایران، جمعی از دانشجویان و دانش‌آموختگان وزارت بهداشت با داشتن پلاکارد و سر دادن شعارهای اعتراضی، در برابر ساختمان این وزارتخانه تجمع اعتراضی برپا کردند. آنها به بخشنامه‌ای اعتراض کردند که می‌تواند به آینده شغلی و تحصیلی آنها آسیب جدی وارد سازد.

#### ۴ بهمن
جمعی از دانشجویان داوطلب آزمون‌های کارشناسی ارشد و دکتری در اعتراض به زمان برگزاری آزمون‌ها در برابر دبیرخانه شورای عالی انقلاب فرهنگی تهران، تجمع اعتراضی برپا کردند. معترضان خواستار تغییر زمان برگزاری آزمون مذکور هستند.

#### ۲۶ بهمن
پس از کشته شدن امیرمحمد خالقی، دانشجوی ۱۹ ساله دانشگاه تهران، دانشجویان خوابگاه دانشگاه با اعتراض به بی‌توجهی مسئولان دانشگاه در تأمین امنیت دانشجویان و تمرکز آنها بر برخوردهای انضباطی و سرکوب دانشجویان تجمع اعتراضی برپا کردند. دانشجویان در این تجمع اعتراضی شعار دادند: «یکی از ما کم شده، کی میخواد جواب بده؟»، «مسئول بی کفایت، استعفا، استعفا» و «زارع بی‌کفایت، مسئول این جنایت» (اشاره به‌مدیرکل امور خوابگاه‌های دانشگاه تهران).

#### ۲۸ بهمن
دانشجویان معترض در دانشگاه تهران با شعار «اگر با هم یکی نشیم، یکی یکی کشته می‌شیم»، تجمع اعتراضی برپا کرده و خواهان اتحاد دانشجویان شدند. همچنین با تداوم اعتراضات دانشجویی، چند تشکل دانشجویی از اعتراضات مربوط به کشته شدن امیر محمد خالقی در تهران حمایت کردند. از جمله، انجمن آزاداندیش از طرف جمعی از دانشجویان دانشگاه علامه اعلام کرد که در شرایط کنونی که فقر و نابرابری اجتماعی و بزهکاری در جامعه گسترش یافته، حکومت توان تأمین هیچ گونه امنیت اقتصادی، اجتماعی و روانی برای مردم و دانشگاه را ندارد و تنها طرح آن، سرکوب سیستماتیک و فراگیر است.

#### ۲۹ بهمن
دانشجویان معترض دانشگاه تهران در اعتراض به بی‌توجهی مقامات به امنیت دانشجویان و تحمیل حجاب اجباری حکومت بر زنان و هزینه کردن برای سرکوب آزادی‌های فردی دانشجویان با دادن شعار «نفر نفر حجاب‌بان، دریغ از یک نگهبان»، تجمع و راهپیمایی اعتراضی برپا کردند. همچنین دانشجویان دانشکده ادبیات پردیس مرکزی دانشگاه تهران با دادن شعار «کیوسک نذاشتی اون جا، دروغ چرا فراجا»؟ در راهپیمایی اعتراضی خود به فرماندهی انتظامی جمهوری اسلامی مبنی بر وجود کیوسک نگهبانی در اطراف دانشگاه، اعتراض کردند. از طرف دیگر دانشجویان دانشکده روان‌شناسی و علوم تربیتی برای امیرمحمد خالقی، دانشجوی ۱۹ ساله دانشگاه تهران نیز مراسم یادبود برگزار کردند.